# 桐島聰

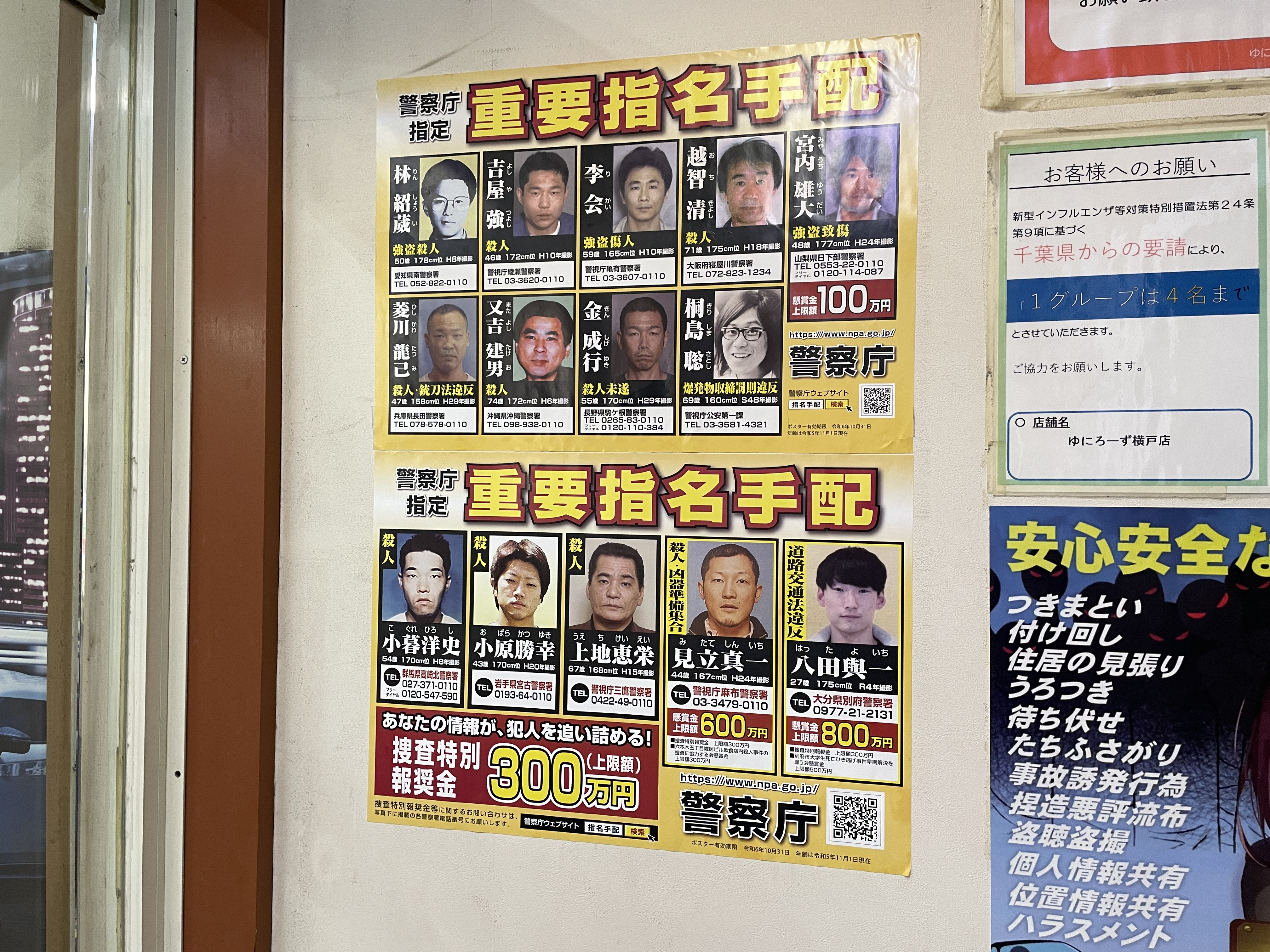
印有桐島聰照片的通緝犯懸賞海報

桐島聰（日语：／ Kirishima Satoshi，1954年1月9日—2024年1月29日），日本新左翼無政府主義組織東亞反日武裝戰線成員。他作為一系列連續企業爆炸事件的犯罪嫌疑人遭到日本警方通緝近50年，逃亡期間以假名內田洋在國內生活。2024年1月25日，罹患末期胃癌的桐島聰在因病情惡化入院後自首，29日隨即病逝。

## 經歷
1972年4月，桐島從廣島縣立尾道北高中畢業後，進入明治學院大學法學部就讀。在大學期間，他結識了黑川芳正和宇賀神壽一，並以「蠍」組織成員的身份加入了東亞反日武裝戰線，參與了多起企業連環爆炸恐怖事件。特徵方面，桐島聰身高約160公分，有重度近視、細腿、廣島腔、臉上有痤疮、嘴唇厚等特徵。

### 參與襲擊
1975年4月18日，一枚帶有時間引信的自製炸彈被放置在東京銀座的韓國產業經濟研究所入口處，並於第二天引爆。這導致該建築部分受損。警視廳也將此事件稱為中央區爆炸事件。該炸彈刊登在該集團出版的雜誌上，是由該集團的執業藥劑師大道寺綾子使用從工作場所挪用的藥品和其他材料製造的。桐島也參與了多起其他爆炸事件。目前通緝的直接罪名是韓國產業經濟研究所中違反爆炸物管理處罰規定，然而除這一罪名外，在對同案被告黑川等人進行的刑事審判中，還包括其他罪名。
具體案件包括：
- 鹿島建設爆炸事件（日语：鹿島建設爆破事件）（1974年12月23日，無傷亡）
- 間組本社爆破事件（日语：間組本社爆破事件）（1975年2月28日）。桐島參與了同謀的總部大樓9樓爆炸案，造成一人骨折、燒傷（需要四個月的治療）
- 間組江戶川作業所爆炸事件（1975年4月27日，一名傷者頭部受傷，需要大約一年三個月的治療）
- 間組京成江戶川橋工事現場爆炸事件（1975年5月4日，無人員傷亡）

上述事件已經證實桐島參與犯案，與桐島合作參與大部分案件的黑川被判處無期徒刑，宇賀人被判處18年監禁。
1975年5月19日，東亞反日武裝陣線七名主要成員被捕。警方起初並不知道桐島的存在，直到他們從黑川手中獲得桐島家鑰匙方令其身份敗露。5月31日，桐島與廣島縣的父親最後通話，表示：｢目前在岡山與2名女子一起，需要準備金錢，考慮潛逃國外。｣1977年起，桐島因違反爆炸物管制條例而被東京警視廳治安部通緝。1989年和1990年，國家警察廳將桐島列為公開通緝的10人之一，其中包括極端主義爆炸者和綁架等罪名。1987年，警視廳就印製了700萬張通緝傳單，上面列出了桐島等10人，並在日本範圍內散發。桐島在隨後的半世紀下落不明，是東亞抗日武裝陣線中唯一從未被逮捕的成員。

### 訴訟時效
在被起訴後，與大道寺綾子一起參與的國外逃亡事件（如日本航空472號班機劫機事件和三班共同發動的間組爆破事件等）由於《刑事訴訟法》第254條第2項的規定，合謀犯的公訴時效被暫停，以進行合謀犯的審判，但與大道寺綾子無關的其他事件已經達到了公訴時效。 此外，在東亞反日武裝战线中，桐島是唯一沒有前科的人物。
此外，在佐佐木和大道寺未參與的東方金屬公司阪三間爆炸案中，同案犯由紀子因相同原因逃往國外而被拘留，並於2004年8月經最高法院終審判決。隨後，桐島聰的公訴時效重新開始計算（根據當時的爆炸物管理處罰條例第一條，公訴時效為15年）。然而由於2010年的法律改革，桐島聰的訴訟時效從犯罪時點延長至1975年6月10日香田被起訴時，直至2004年8月最終判決。排除上述情況後，變為25年（刑事訴訟法第250條第2項）。因此，預計訴訟時效將於2029年結束。
據信，桐島聰其他案件的公訴時效已經到期。然而，由於桐島聰有可能在國外，根據他的逃亡時間，訴訟時效可能尚未完成。

### 拘留及逝世
2024年1月25日，東京警視廳收到消息，稱一名據信是桐島聰的男子住院，東京警視廳公安部開始對該男子進行辨認工作。據悉，該名男子因在街上倒下而被送往神奈川縣鎌倉市一家醫院，其後自曝身份，因而被東京警視廳公安部拘留。該男子在接受訊問時已經說出了只有當時參與事件相關人員才知道的恐怖襲擊情況，警視廳公安部正在進行DNA檢測，初步評估該男子極有可能就是桐島聰本人。該名男子以假名「內田洋」住院，一直在接受晚期治療胃癌。據報他曾說：「我想在生命的最後時刻使用我的真名」。桐島在隨後的幾天內病情急轉直下。
事後調查結果並未證實他案發後曾出國旅行，但有跡象顯示他在逃亡過程中可能曾在國外逗留過。此後，他以內田洋的名義長期在神奈川縣藤澤市一家建築公司擔任工人，獨自住在工作地點附近的一棟舊木結構二層六榻榻米宿舍，其鄰居指出該處環境惡劣，难以想像如何長時間居住。他告訴身邊的人自己來自岡山縣。桐島並沒有駕駛執照、保險卡或金融機構帳戶等任何身份證明，通過薪金只收現金等方式來避免被發現。
1月29日上午7點33分，該男子在醫院被確認離世。親屬拒絕認領遺體，雖然身份確認尚未完成，警視廳已收到多名親屬包括兄弟姊妹等的DNA樣本，如果將來該男子被確認為桐島聰，將會立刻文件送交。
根據朝日新聞報道，前警視廳法醫官員、曾調查多個犯罪現場的戶島國雄表示，桐島在逃亡的50年中為了隱瞞作為東亞反日武裝陣線成員參與爆炸案做的準備非常徹底，沒有留下任何可以查證的證據和指紋。他成功逃亡50年，歸因於組織的謹慎行動，沒有在行動中留下可供追蹤的任何證據。
2月2日，與桐島聰親屬間DNA鑑定結果為「親屬關係不存在矛盾」，因此內田洋極有可能就是桐島聰本人。在DNA結果確認後，警方隨即加派警力搜索其住宅，以作出最後確認。
2月7日，其遺體由藤澤警察署帶往逗子火化，若無人認領，將與無緣佛合葬。
2月27日，警視廳公安部根據DNA確認男子就是桐島聰本人，即日取消通緝，並將全國各地通緝海報的桐島照片貼上「解除通緝」字樣。同日，將他的各項犯罪文件提交給東京地方檢察廳。
3月21日，東京地方檢察廳以嫌犯已死為由，對桐島聰做出不起訴處分。

## 外部連結
- 中央區內連續企業爆炸事件：警視廳，存于